# Thomas Godoj
Thomas Godoj (né Tomasz Godoj le 6 mars 1978 à Rybnik, Pologne) est un musicien polonais-allemand. Il a gagné la cinquième saison de Deutschland sucht den SuperStar (DSDS).

## Singles

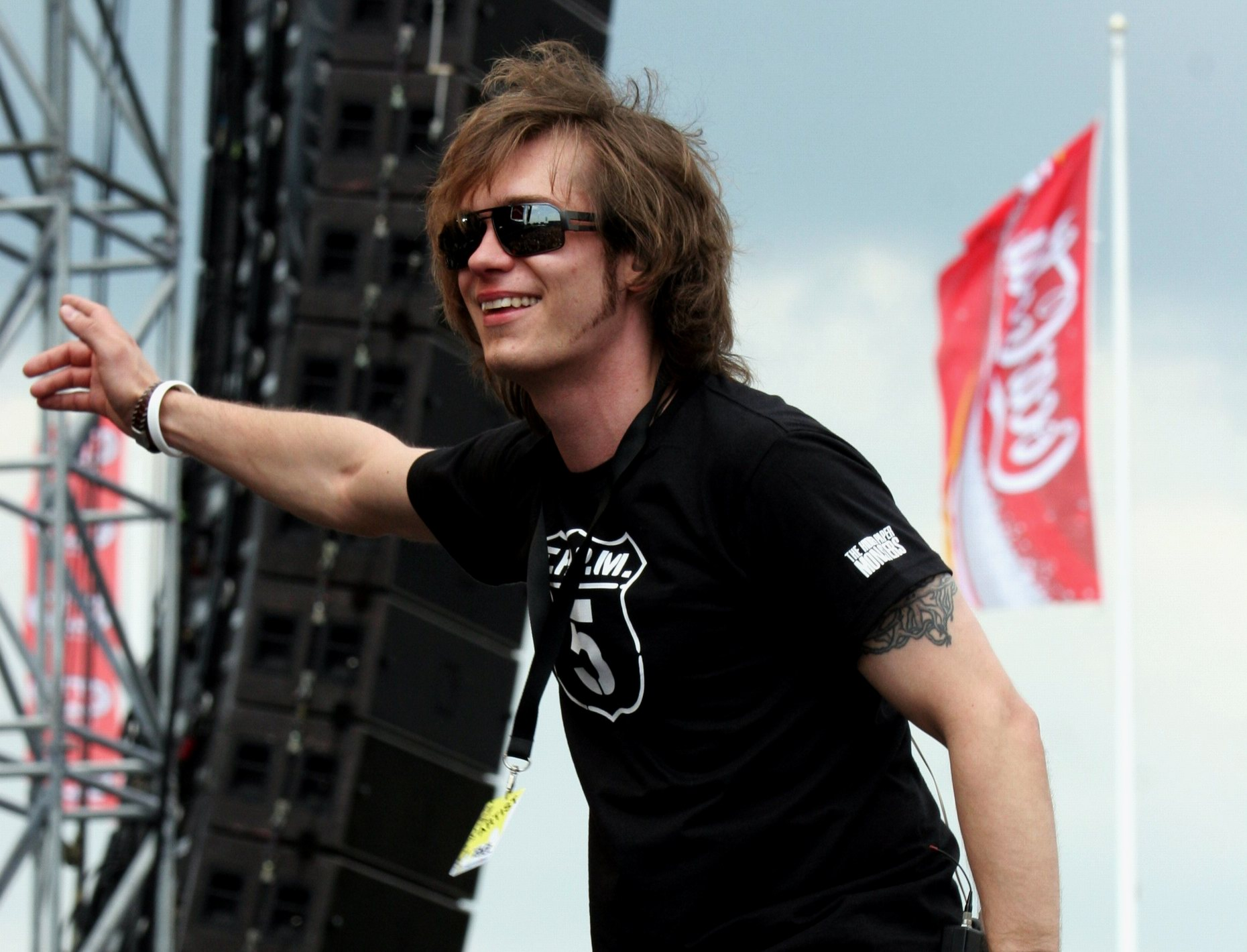
Thomas Godoj, Oschersleben

- 2008 : Love Is You (publication : 23 mai 2008)
- 2008 : Helden Gesucht (publication : 2008)
- 2010 : Uhr ohne Stunden

## Albums
- 2008 : Plan A! (publication : 27 juin 2008)
- 2009: Richtung G (publication : 20 novembre 2009)
- 2011: So gewollt (publication : 14 octobre 2011)
- 2012: Live ausm Pott (publication : 20 avril 2012)
- 2013: Männer sind so (publication : 31 mai 2013)
- 2014: V (publication : 24 octobre 2014)
- 2015: V'stärker aus (Das Akustik-Album) (publication: 25 septembre 2015)
- 2016: Mundwerk (publication : 23 septembre 2016)
- 2018: 13 Pfeile (publication: 25 mai 2018)
- 2020: 13 Pfeile live (publication: 8 mai 2020)
- 2020: Stoff (publication: 13 novembre 2020)
- 2023: Album des Jahres (publication: 3 novembre 2023)